# Півненко Богдана Іванівна
Богда́на Іва́нівна Півне́нко (27 січня 1977, Харків) — українська скрипалька, продюсерка, викладачка, професор. Народна артистка України, яку називають «українською Паганіні в спідниці». Лауреат Національної премії України імені Тараса Шевченка (2025). Солістка Національного ансамблю солістів «Київська камерата». Учасниця дуету із піаністкою Іриною Стародуб.

## Біографія
Народилася в Харкові. Батько — художник Іван Марчук; мати — мистецтвознавиця Алла Півненко, викладала в Харківському художньо-промисловому інституті.
1984 року почала навчатися в Харківській музичній десятирічці, клас скрипки. 1993 року перейшла до класу скрипаля Богодара Которовича в Київській середній спеціалізованій музичній школі ім. М. В. Лисенка. Також навчалася в Ігоря Пилатюка, який певний час працював асистентом у Которовича.
У 1995—2003 — навчалась у Національній музичній академії імені Чайковського. У 2001—2003 роках навчалася в аспірантурі Академії Чайковського, у класі Ігоря Пилатюка та Богодара Которовича.
Із 2001 року грала в Міжнародному молодіжному оркестрі «Філармонія націй» під орудою Юстуса Франца (Justus Frantz).
2003 рік — майстер-класи у видатних скрипалів Віктора Третьякова, Захара Брона, Павла Вернікова.
У 2000—2005 роках була концертмейстеркою національного камерного ансамблю «Київські солісти».
З 2008 по 2010 роки брала майстер-класи у Ольги Пархоменко.
З 2000 року працює з національним ансамблем солістів «Київська камерата». У липні 2023 року призначена виконувачкою обов'язків генерального директора і художнього керівника згаданого колективу.
Як продюсерка та виконавиця брала участь у створенні 12-дискової «Антології сучасної української музики». В оформленні дисків використано роботи Івана Марчука.
З 1999 року є викладачкою Національної музичної академії ім. Чайковського. У 2016—2023 року працювала завідувачем кафедрою скрипки, а нині професор.
У 2014 році організувала проєкт підтримки музично обдарованих дітей «Ми діти твої, Україно!» та є активною учасницею проєкту «Responsible Future». У 2025 році потрапила до рейтингу «УП 100. Сила жінок» за версією Української правди.
Співпрацювала з Мирославом Скориком, Валентином Сільвестровим та Валерієм Матюхіним.
Виступала з концертами в Англії, Швейцарії, Франції, Німеччині, Австрії, Нідерландах, Грузії, Литві, Італії, Іспанії (зокрема в концертному залі Палацу каталонської музики в Барселоні) та США (зокрема в концертній залі Карнеґі-холі в Нью-Йорку). Скрипалька Богдана Півненко як солістка концертує з найкращими оркестрами України. На одній сцені виступала з диригентами, серед яких Юозас Домаркас, Володимир Сіренко, Саулюс Сондецкіс, Володимир Шейко, Теодор Кучар, Еркі Пехк, Лютарас Балченас, Наталія Пономарчук та Оксана Линів.

## Сім'я
У 2006 році одружилася з бізнесменом і політиком Володимиром Шульгою, засновником мережі супермаркетів «Фокстрот», з яким познайомилася під час Помаранчевої революції 2004 року. 7 грудня 2006 року народила сина Богдана. 2008 року чоловік помер від серцевого нападу.
Згодом одружилася з кінорежисером Олегом Павлюченковим.

## Фільмографія
- Іван Марчук, Валентин Сильвестров. За горизонтом — горизонт… Віртуальне слайд-шоу. (DVD). — UKRmusic, 2012.
- Іван Марчук, Мирослав Скорик. За горизонтом — горизонт… Віртуальне слайд-шоу. (DVD). — UKRmusic, 2013.

## Нагороди
- Народна артистка України (23 серпня 2018) — за значний особистий внесок у державне будівництво, соціально-економічний, науково-технічний, культурно освітній розвиток України, вагомі трудові здобутки та високий професіоналізм[13];
- Заслужена артистка України (18 серпня 2006) — за значний особистий внесок у соціально-економічний, культурний розвиток Української держави, вагомі трудові досягнення та з нагоди 15-ї річниці незалежності України[14];
- Лауреат Національної премії України імені Тараса Шевченка (5 березня 2025) — за концертні програми 2019—2024 років[15];
- Лауреат Міжнародного музичного конкурсу імені Миколи Лисенка в Києві (1997)[8];
- Лауреат Міжнародного конкурсу інтерпретаторів-інструменталістів (1997, Кишинів, Молдова)[2];
- Лауреат національної програми «Нові імена України» (1997)[3];
- Лауреат International Youth & Music Festival Vienna (2000, Відень, Австрія)[8];
- Лауреат Міжнародного конкурсу «IBLA Grand Prize» (2016, Італія)[8];
- Лауреат Міжнародного конкурсу of the Tadini International Music Competition (2016, Ловере, Італія)[2].